# Marcos Rojo
Faustino Marcos Alberto Rojo (La Plata, 20 maart 1990) is een Argentijns voetballer die doorgaans als centrale verdediger speelt. Hij tekende in augustus 2014 bij Manchester United, dat circa €20.000.000 voor hem betaalde aan Sporting Lissabon. Rojo debuteerde in 2011 in het Argentijns voetbalelftal.

## Clubcarrière
Rojo startte zijn profcarrière bij Estudiantes de La Plata. Hij maakte zijn eerste doelpunt voor Estudiantes in 2010 tegen het Ecuadoraanse LDU Quito. In januari 2011 legde de Russische topclub Spartak Moskou twee miljoen euro op tafel voor de centrale verdediger. Op 20 april 2011 scoorde hij zijn eerste doelpunt voor Spartak Moskou in de Russische voetbalbeker tegen FK Krasnodar. Op 19 juli 2012 tekende Rojo een vierjarig contract bij Sporting CP, dat €4.000.000,- voor hem betaalde. In twee seizoenen maakte hij vijf doelpunten in 49 competitiewedstrijden. Op 14 september 2014 debuteerde de Argentijns international in de Premier League tegen Queens Park Rangers. Op 3 februari 2015 maakte hij zijn eerste doelpunt voor The Mancunians in de FA Cup tegen Cambridge United.

## Clubstatistieken
| Team              | Seizoen        | Competitie       | Competitie | Competitie | Nationale beker | Nationale beker | Ligabeker | Ligabeker | Internationaal | Internationaal | Overig | Overig | Totaal | Totaal |
| Team              | Seizoen        | Competitie       | Wed        | Goals      | Wed             | Goals           | Wed       | Goals     | Wed            | Goals          | Wed    | Goals  | Wed    | Goals  |
| ----------------- | -------------- | ---------------- | ---------- | ---------- | --------------- | --------------- | --------- | --------- | -------------- | -------------- | ------ | ------ | ------ | ------ |
| Estudiantes       | 2008/09        | Primera División | 6          | 1          | 0               | 0               | —         | —         | 1              | 0              | —      | —      | 7      | 1      |
| Estudiantes       | 2009/10        | Primera División | 18         | 0          | 0               | 0               | —         | —         | 6              | 0              | 1      | 0      | 25     | 0      |
| Estudiantes       | 2010/11        | Primera División | 19         | 2          | 0               | 0               | —         | —         | 0              | 0              | 2      | 1      | 21     | 3      |
| Estudiantes       | Totaal         | Totaal           | 43         | 3          | 0               | 0               | —         | —         | 7              | 0              | 3      | 1      | 53     | 4      |
| Spartak Moskou    | 2010/11        | Premjer-Liga     | 0          | 0          | 2               | 1               | —         | —         | 5              | 0              | 0      | 0      | 7      | 1      |
| Spartak Moskou    | 2011/12        | Premjer-Liga     | 8          | 0          | 1               | 0               | —         | —         | 1              | 0              | 0      | 0      | 10     | 0      |
| Spartak Moskou    | Total          | Total            | 8          | 0          | 3               | 1               | —         | —         | 6              | 0              | 0      | 0      | 17     | 1      |
| Sporting CP       | 2012/13        | Primeira Liga    | 24         | 1          | 0               | 0               | 2         | 0         | 7              | 0              | —      | —      | 33     | 1      |
| Sporting CP       | 2013/14        | Primeira Liga    | 25         | 4          | 1               | 0               | 2         | 1         | —              | —              | —      | —      | 28     | 5      |
| Sporting CP       | Totaal         | Totaal           | 49         | 5          | 1               | 0               | 4         | 1         | 7              | 0              | 0      | 0      | 61     | 6      |
| Manchester United | 2014/15        | Premier League   | 22         | 0          | 4               | 1               | 0         | 0         | —              | —              | —      | —      | 26     | 1      |
| Manchester United | 2015/16        | Premier League   | 16         | 0          | 4               | 0               | 1         | 0         | 7              | 0              | —      | —      | 28     | 0      |
| Manchester United | 2016/17        | Premier League   | 16         | 1          | 3               | 0               | 5         | 0         | 6              | 0              | —      | —      | 30     | 1      |
| Manchester United | Totaal         | Totaal           | 54         | 1          | 11              | 1               | 6         | 0         | 13             | 0              | 0      | 0      | 84     | 2      |
| Carrièretotaal    | Carrièretotaal | Carrièretotaal   | 154        | 9          | 15              | 2               | 10        | 1         | 33             | 0              | 3      | 1      | 215    | 13     |

Bijgewerkt op 4 maart 2017.

## Interlandcarrière
Rojo debuteerde op 9 februari 2011 onder bondscoach Sergio Batista in het Argentijns voetbalelftal, in een oefeninterland tegen Portugal. Hij speelde de volledige wedstrijd, die met 2–1 gewonnen werd. Batista nam hem een paar maanden later ook mee naar de Copa América 2011. Hierop kwam hij één wedstrijd in actie. Bondscoach Alejandro Sabella nam Rojo op in zijn selectie voor het WK 2014 in Brazilië. Hij maakte op 25 juni 2014 in een groepswedstrijd tegen Nigeria zijn eerste interlanddoelpunt, de winnende 2–3. Argentinië haalde de finale, die het na verlengingen verloor van Duitsland na een doelpunt van Mario Götze. Rojo was in de kwartfinale geschorst. Verder stond hij alle wedstrijden in de basis. Hij was ook basisspeler op de Copa América 2015 en de Copa América Centenario, waarop Argentinië ook beide keren de finale verloor. Chili won twee keer op basis van een beslissende strafschoppenserie. Rojo behoorde wederom tot de Argentijnse selectie op het WK 2018.

## Erelijst

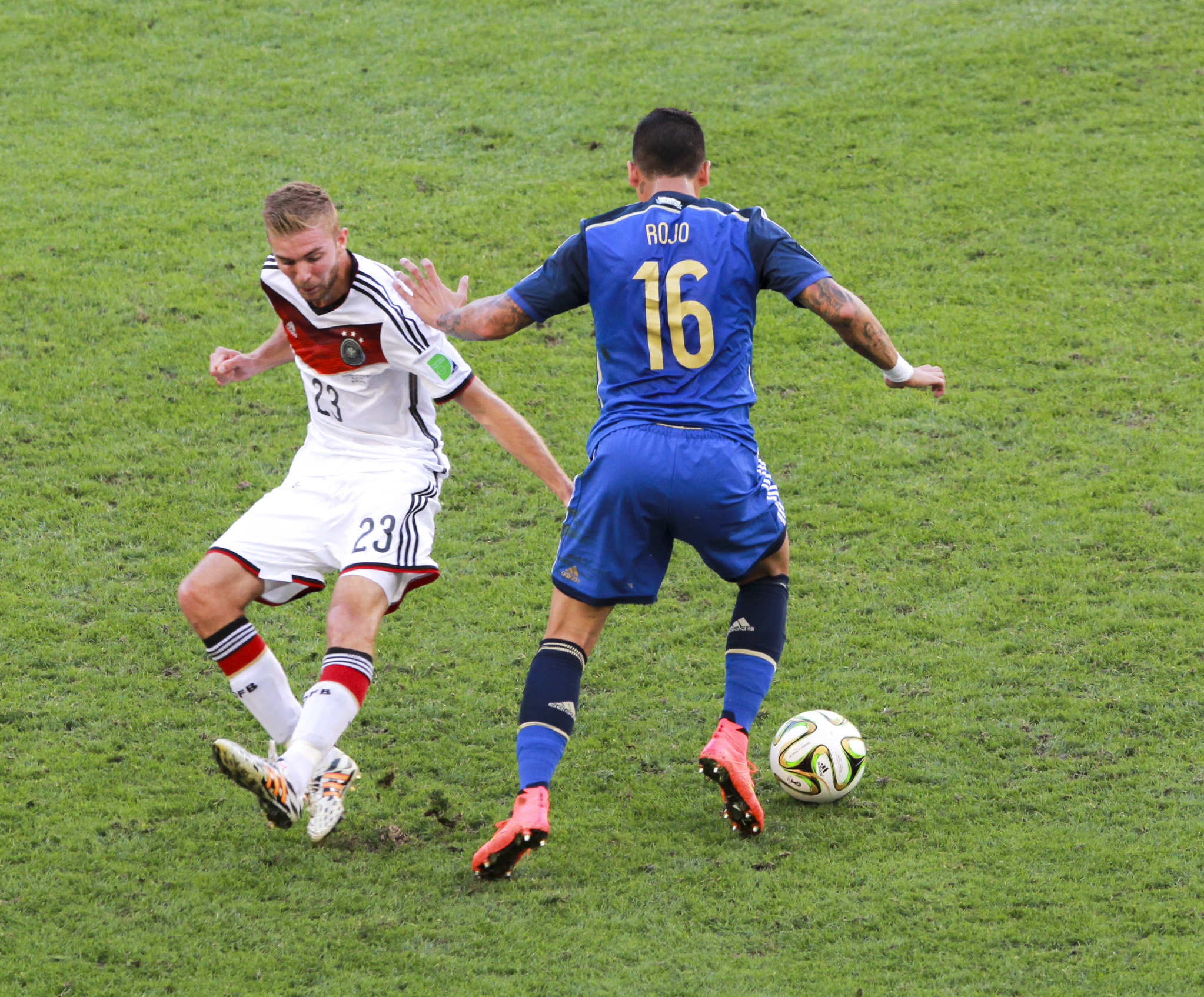
Rojo in actie in de WK-finale.

| Competitie                          |             |             |             |             |
| Competitie                          | Aantal      | Jaren       |             |             |
| Estudiantes                         | Estudiantes | Estudiantes | Estudiantes | Estudiantes |
| ----------------------------------- | ----------- | ----------- | ----------- | ----------- |
| 0Copa Libertadores                  | 1x          | 2009        |             |             |
| Primera División (Winnaar Apertura) | 1x          | 2010        |             |             |
| Manchester United                   |             |             |             |             |
| UEFA Europa League                  | 1x          | 2016/17     |             |             |
| FA Cup                              | 1x          | 2015/16     |             |             |
| League Cup                          | 1x          | 2016/17     |             |             |
| FA Community Shield                 | 1x          | 2016        |             |             |